# Корень (грамматика)
Ко́рень — морфема, несущая лексическое значение слова (или основную часть этого значения); в русском языке корень имеется во всех самостоятельных частях речи и отсутствует во многих служебных частях речи, междометиях и звукоподражательных словах (например, его нет в союзе «и», междометии «ах» и подобных лексических единицах). В сложных словах — несколько корней.
В результате чередований корень может иметь несколько поверхностных реализаций с общей морфонологической записью, например, -раст-/-ращ-; в частности, корень в одной из ступеней чередования может быть нулевым (вы-0-ну-ть / вы-ним-ать), но это не значит, что слово лишено корня.
В семитских языках корень предстаёт в виде нескольких (обычно трёх) согласных (разрывная морфема), между которыми вставляются гласные-трансфиксы.
В русской школьной традиции корень указывается значком ⁀ («дуга») над ним.